# الوثن (كحلان عفار)

تعديل مصدري - تعديل

الوثن هي إحدى قرى عزلة بنى الطربى بمديرية كحلان عفار التابعة لمحافظة حجة، بلغ تعداد سكانها 451 نسمة حسب تعداد اليمن لعام 2004.